# Shenae Grimes
Shenae Sonya Grimes, född 24 oktober 1989 i Toronto, är en kanadensisk skådespelare som bland annat har vunnit Gemini Award. Shenae Grimes spelar rollen som Darcy Edwards i Degrassi: The Next Generation, samt Annie Wilson i 90210, den nya spinoffen på Beverly Hills, 90210. 2006 var hon med i en reklamfilm för Coffee Crisp. Hon har även varit en återkommande gästskådespelare på Disney Channel-serien Naturally. Hon är halvt irländsk på sin fars sida och halvt italiensk från sin mor.

## Karriär
Shenae Grimes är mest känd för sin roll som Darcy Edwards i Degrassi: The Next Generation. Hon började med en liten roll i serien 2004 och fick 2006 Grimes en ledande roll. 2008 blev hon tilldelad rollen som Annie Wilson i 90210, CW:s spinoff av Beverly Hills, 90210. Grimes återvände till den åttonde säsongen av Degrassi, men på grund av sitt arbete med 90210 blev hennes roll en återkommande roll.
Trots populariteten kring de olika serierna i "Degrassivärlden" sedan 1979 (The Kids of Degrassi Street, Degrassi Junior High, Degrassi High, Degrassi Talks, School's Out och Degrassi: The Next Generation) i både USA och Kanada, är Grimes bara den andra Degrassi-skådespelaren att medverka i en amerikansk serie därefter; den första är Rachel Blanchard från The Kids of Degrassi Street och Clueless. Bådas andra karaktärer är amerikanska high school-studenter i Beverly Hills.
Grimes prydde omslaget av Saturday Night Magazine i november 2008; tidskriften kallade henne 90210:s "nya Brenda." Hon medverkar även i ABC-filmen Picture This tillsammans med High School Musical-stjärnan Ashley Tisdale och före detta motspelaren Lauren Collins från Degrassi.

## Film
| År   | Titel                                   | Roll                  | Övrigt |
| ---- | --------------------------------------- | --------------------- | ------ |
| 2005 | Shania: A Life in Eight Albums          | Shania Twain 13-16 år | Biroll |
| 2008 | Picture This                            | Cayenne               | Biroll |
| 2008 | True Confessions of a Hollywood Starlet | Marissa Dahl          | Biroll |

## Television
| År        | Titel                         | Roll           | Övrigt                                             |
| --------- | ----------------------------- | -------------- | -------------------------------------------------- |
| 2004-nu   | Degrassi: the Next Generation | Darcy Edwards  | 2004-2005, 2008-nu (Biroll); 2006-2008 (Huvudroll) |
| 2005      | Kevin Hill                    | Katie Lassman  | 1 avsnitt                                          |
| 2005      | The Power Strikers            | Alexa Watson   | Huvudroll/Nedlagd Pilot                            |
| 2005-2007 | Naturally, Sadie              | Arden Alcott   | Biroll/13 avsnitt                                  |
| 2005      | The Latest Buzz ('Glimmer')   | Rebecca Harper | Huvudroll/Nedlagd Pilot                            |
| 2006      | 72 Hours: True Crime          | Extra          | 1 avsnitt                                          |
| 2008-2013 | 90210                         | Annie Wilson   | Huvudroll                                          |

## Övrigt
Shenae Grimes har medverkat i ett klipp på Youtube gjort av Freddie Wong som är också är med i klippet.